# Oseam
Pour plus de détails, voir Fiche technique et Distribution.
Oseam (오세암, prononcé « o-sé-am ») est un film d'animation sud-coréen réalisé en 2003 par Seong Baek-yeop. 
L'histoire est tirée d'un roman écrit par Jeong Chae-bong, publié en 1983. Le titre signifie « 5 ans » (l'âge de Gil-son, le jeune héros) et est aussi le nom du monastère. 
Le film a reçu plusieurs récompenses, dont le grand prix du Festival international du film d'animation d'Annecy en 2004.

## Synopsis
L'histoire est celle de deux orphelins, Gil-son (길손), un petit garçon âgé de cinq ans, et sa grande sœur Gami (감이), qui a perdu la vue. Gil-son sert de guide à sa grande sœur, mais son jeune âge pose parfois problème. La mère des deux enfants est morte, mais Gami ne l'a pas encore avoué à Gil-son, qui croit simplement qu'elle est partie très loin et que tous deux partiront bientôt la retrouver. Peu après avoir apprivoisé un chien (que Gil-son appelle Brise), les deux enfants sont recueillis par deux moines bouddhistes qui les amènent dans leur monastère pour y passer l'hiver. Gil-son, qui ne tient pas en place, provoque quelques troubles au monastère par ses facéties, tandis que la gentillesse de Gami la fait rapidement accepter parmi les femmes de l'endroit. Malgré l'aide des deux moines qui les ont recueillis, les deux enfants restent isolés et vulnérables aux plaisanteries méchantes des gamins du village. Tous deux regrettent la compagnie de leur mère ; Gami, plus âgée que Gil-son, a davantage de souvenirs d'elle (remontant au temps où elle n'avait pas encore perdu la vue), et les raconte souvent à son petit frère ; et elle la voit parfois en rêve. 
Gil-son joue dans la nature, s'intéresse à sa façon au bouddhisme et se lie peu à peu avec l'un des moines, qui finit par lui proposer d'aller étudier avec lui dans un autre monastère, plus haut dans la montagne. La séparation entre le petit garçon et sa sœur n'est pas facile : Gil-son a peur seul la nuit, et sa mère lui manque encore plus. Le moine, qui comprend cela, s'emploie à distraire le garçon, mais ne peut pas pour autant se soustraire à ses méditations, qui paraissent absurdes à Gil-son. Un jour, le moine doit s'absenter le temps de descendre acheter des provisions au marché au bas de la montagne. Il promet à Gil-son de se dépêcher, et lui recommande, s'il a peur, d'appeler la Déesse de la Compassion. Gil-son est un peu inquiet, mais il occupe son temps en allant explorer une chapelle abandonnée qu'on lui avait interdit d'aller voir, et où il découvre une icône de la déesse. Pendant ce temps, le moine, après s'être réapprovisionné, entame le chemin du retour ; mais une tempête éclate et accumule la neige sur la route. Le moine fait une mauvaise chute et ne peut arriver jusqu'au monastère. Recueilli et soigné au bas de la montagne, il reste plusieurs jours absent, inquiet pour le garçon. Pendant ce temps, Gil-son est de plus en plus inquiet ; pour combattre la solitude, il retourne régulièrement voir l'icône de la déesse dans la chapelle abandonnée, qu'il nettoie un peu. Il finit par demander à la déesse l'autorisation de l'appeler « Maman ».
Lorsque le moine revient enfin au sommet de la montagne, accompagné de l'autre moine et de Gami, tous sont inquiets pour Gil-son, qui est resté seul longtemps. En arrivant au monastère, ils entendent un chant de prière où Gami reconnaît la voix de Gil-son. Le moine le cherche en vain dans le monastère lui-même, mais Gami, guidée par la voix, se dirige droit vers la chapelle abandonnée, où, malgré sa cécité, elle a la vision de Gil-son et de la Déesse de la Compassion elle-même, qui loue la ferveur de l'enfant, qui l'a appelée de tout son cœur. Le film se termine par un court texte indiquant que le monastère où se termine l'action du film a changé de nom à la suite de l'illumination qu'y a connue un enfant de cinq ans.

## Fiche technique
- Titre : Oseam
- Titre original : 오세암
- Réalisateur : Seong Baek-yeop
- Scénario : Choi Min-yong, Lee Seo-kyeong et Seong Baek-yeop, d'après le roman de Jeong Chae-bong
- Directeurs artistiques : Song Guy-hwan, Lee Yoon-ho[1]
- Musique : Kang Ho-jeong
- Image : Mun Seong-cheol
- Distribution : Les Films du Préau (France, sortie en salles)
- Origine :  Corée du Sud
- Langue : coréen
- Format : 35 mm, couleur[2]
- Format de projection : 1,85:1[2]
- Son : Dolby Surround[2]
- Durée : 75 minutes (France)
- Dates de sortie :
  -  Corée du Sud : 25 avril 2003[3]
  -  France : 22 septembre 2004[3]

## Production
Le producteur, Jeong-ho Lee, cherche à élaborer une « animation coréenne familiale », capable de rassembler des publics d'enfants et d'adultes, et dont l'ambiance, les décors et les sentiments touchent plus particulièrement les Coréens. Oseam s'inspire du roman éponyme de Chae-Bong Jeong, lui-même inspiré d'un conte bouddhiste sud-coréen publié par le poète Chae-Bong Jeong en 1983. Le roman avait connu un succès commercial (plus de 100 000 exemplaires vendus et des traductions en français et en allemand) et critique (il avait remporté plusieurs prix), et avait déjà connu une adaptation au cinéma sous la forme d'un long-métrage en prise de vues réelles réalisé par Cheol-Su Park en 1990.
Seong Baek-yeop commence par entamer un storyboard préparatoire basé sur le roman, puis entame l'écriture d'un scénario et fait ensuite progresser en même temps scénario et storyboard. Pour le scénario, le réalisateur s'écarte en partie du roman dont il s'inspire afin de concentrer l'action sur les deux orphelins ; il laisse par exemple de côté ce qui touche au contexte historique de l'histoire. Il découpe le récit en scènes de vie et développe le vécu et les sentiments des deux orphelins, notamment leur attachement à leur mère absente. Seong Baek-yeop diminue aussi la dimension religieuse de l'histoire, encore plus présente dans le roman original.
Le réalisateur opte pour une animation traditionnelle en dessin animé en deux dimensions et recourt le moins possible à l'animation par ordinateur, afin d'obtenir un résultat plus chaleureux et plus touchant. Il tente aussi de créer son style propre, distinct par exemple de celui de l'animation japonaise. En quête d'une représentation réaliste des deux orphelins, le réalisateur s'inspire des expressions, des mouvements et du caractère de ses propres filles.
Le budget de départ du film est d'environ 800 millions de won, soit 615 000 euros, un budget très modeste ; le budget final grimpe à 1,5 milliard de won (environ 1 155 000 euros), ce qui reste un budget serré, selon le réalisateur. La production d’Oseam dure deux ans et demi et rassemble cinquante personnes ; l'équipe principale est celle du studio Mago 21, qui compte vingt personnes.
Le film est présenté au Marché du film de Cannes, qui se déroule parallèlement au Festival de Cannes, le 17 mai 2003, environ un mois après sa sortie en Corée du sud. Il est projeté au Forum des images aux Halles, à Paris, fin septembre 2003, dans le cadre d'une rétrospective sur l'animation coréenne. Oseam sort sur les écrans français fin septembre 2004. Par la suite, le film est projeté aux États-Unis à l'occasion du Chicago International Children's Film Festival le 28 octobre 2004, et le lendemain au Canada dans le cadre du Waterloo Festival for Animated Cinema.

## Box office
Le film sort en Corée du Sud le 1er mai 2003. Selon le réalisateur, il ne marche pas très bien au box office.

## Récompenses
En 2004, le film reçoit le grand prix du Festival international du film d'animation d'Annecy. La même année, il remporte le Grand prix écrans junior à Cannes. En Asie, Oseam remporte, toujours en 2004, le prix du Meilleur film d'animation à l'Asia-Pacific Film Festival.

## Sortie en vidéo
En France, le film est édité en DVD de zone 2 par Arte Video en avril 2005, dans une édition simple. Le film y est disponible en version originale sous-titrée ou en version française ; le seul bonus est la bande-annonce du film.